# Гогвауд
Гогвауд (нід. Hoogwoud, нід. вимова: [ˈɦoːxʋʌut]) — село в нідерландській провінції Північна Голландія. Входить до муніципалітету Опмер.
Його площа — 5,71 км², а населення станом на 2021 рік становило 3590 осіб.
До 1979 року мало статус окремого муніципалітету.

## Галерея

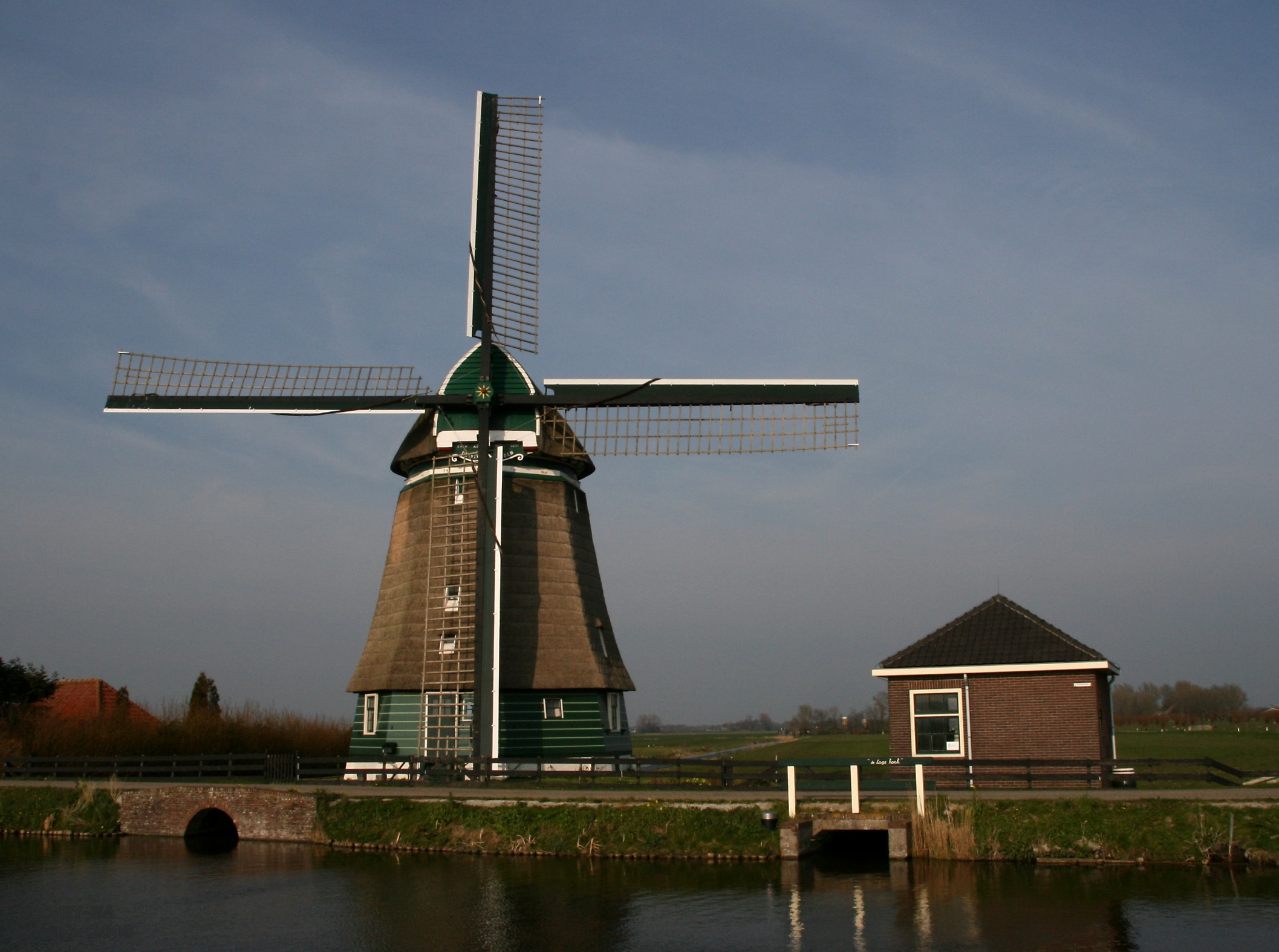
Вітряк De Lage Hoek та насосна станція
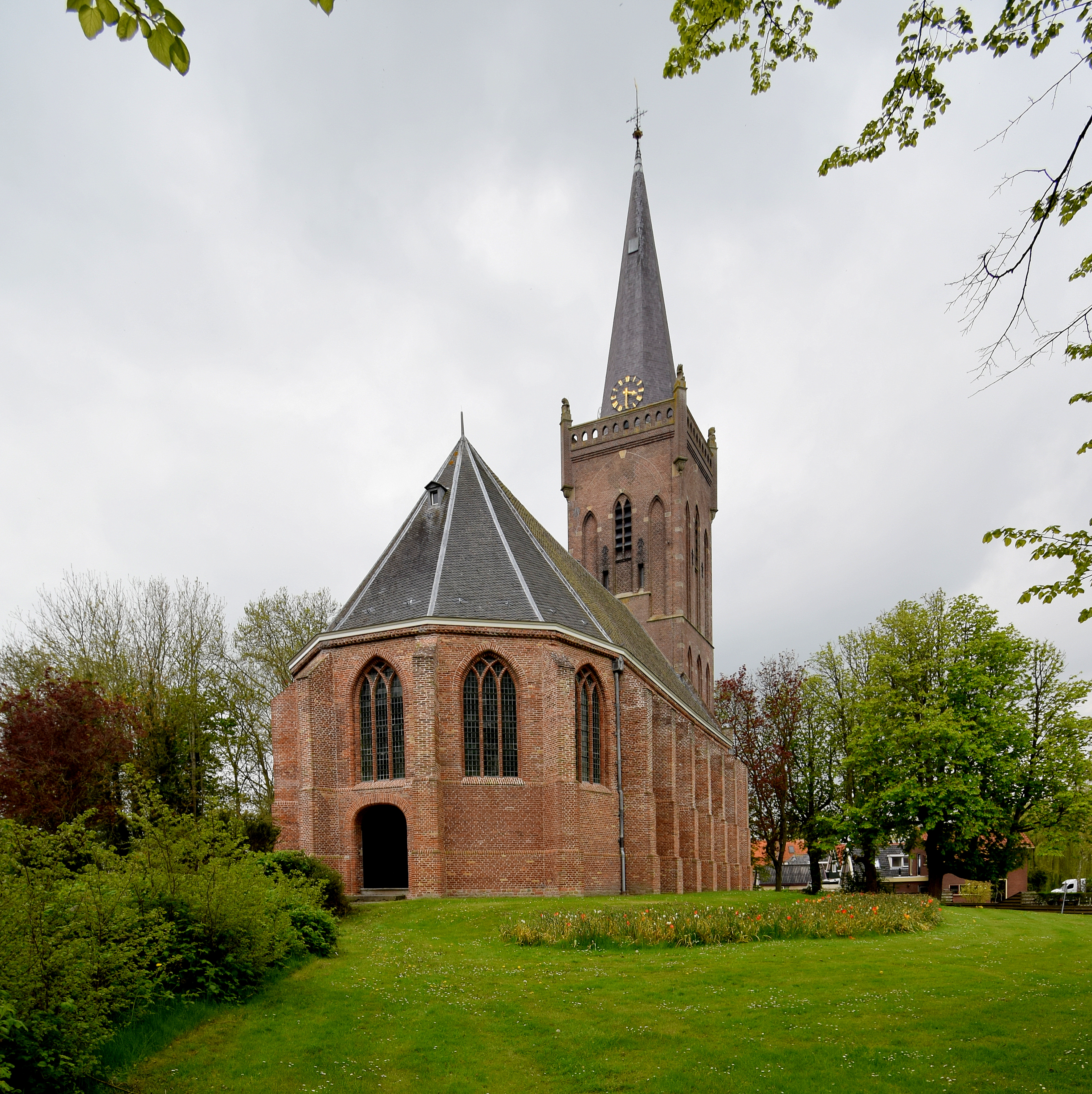
Реформістська церква
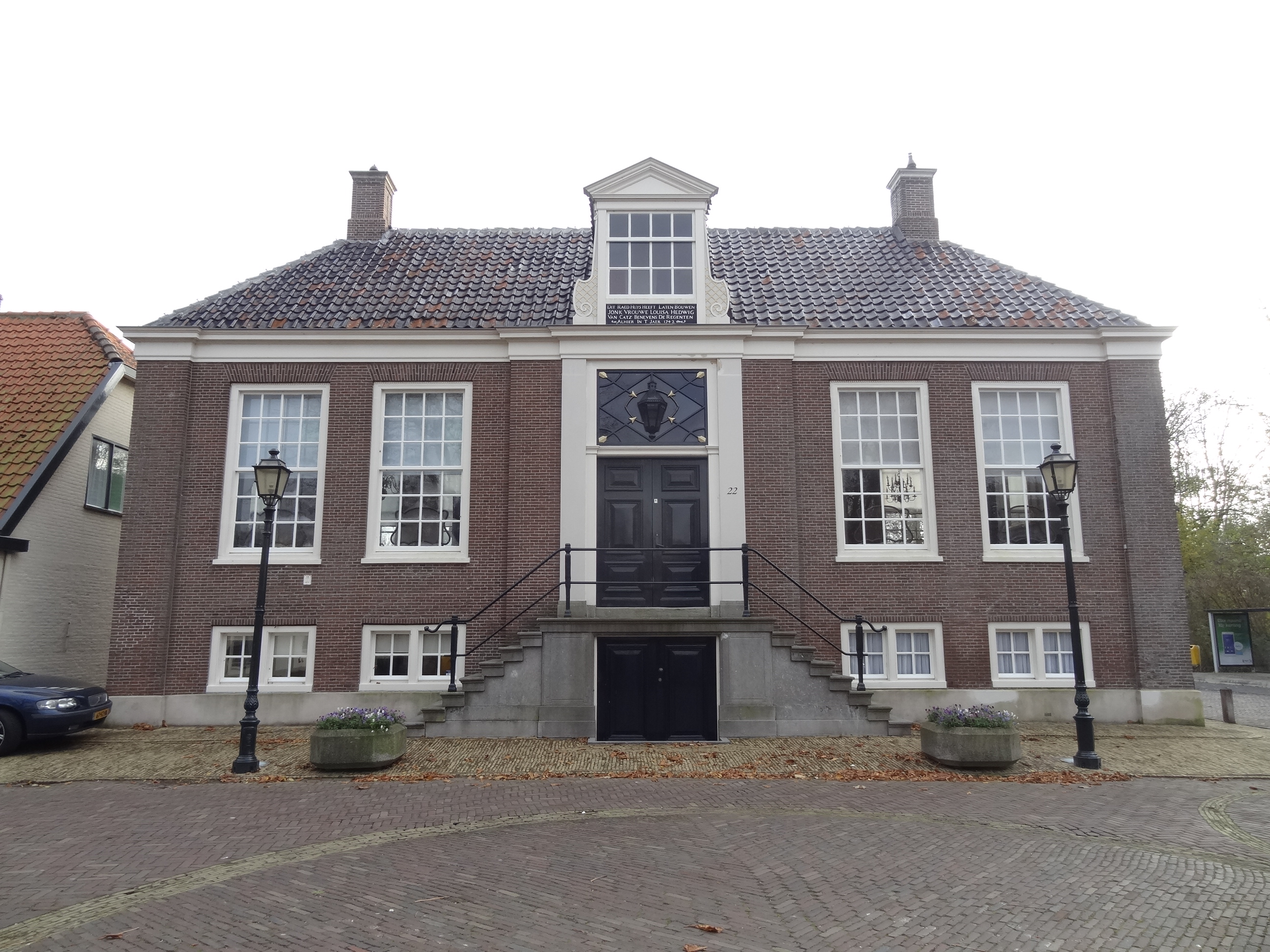
Будівля колишньої мерії
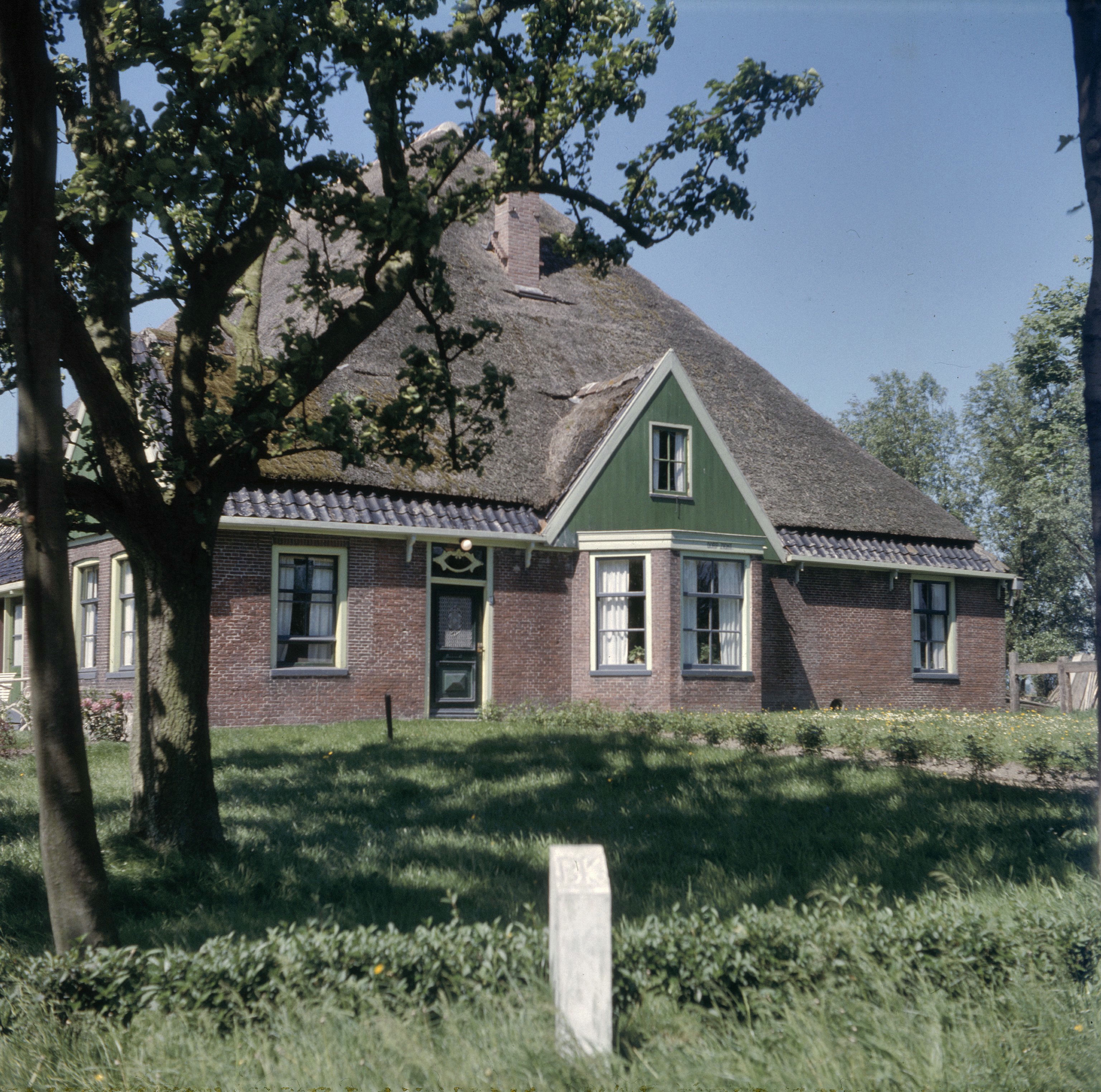
Ферма в Гогвауді